# Grand Central Railway
Grand Central Railway – brytyjski przewoźnik kolejowy działający na zasadzie tzw. otwartego dostępu (poza systemem koncesyjnym). Firma uzyskała pozwolenie na obsługę trasy z Londynu do Sunderlandu na lata 2007–2011. Później jej oferta została rozszerzona również o połączenie z Bradford do brytyjskiej stolicy. Właścicielem przewoźnika jest fundusz inwestycyjny Equishare Partners. 

## Tabor
Firma posiada obecnie 10 spalinowych zespołów trakcyjnych Class 180 oraz 2 spalinowe zespoły trakcyjne Class 221.